# Kammzähnerhaie
Die Kammzähnerhaie (Hexanchidae) sind eine Familie von Haien aus der Ordnung der Hexanchiformes; der Alternativname Grauhaie ist nicht eindeutig, weil er auch für die Requiemhaie verwendet wird. 

## Körperbau
Kammzähnerhaie haben sechs (Hexanchus) oder sieben (Heptranchias und Notorynchus) Kiemenspalten, was als urtümliches Merkmal gilt. Ihr Maul ist unterständig, die Zähne des Unter- und Oberkiefers sind gezähnt, die des Unterkiefers sind viel größer, und sie haben nur eine weit hinten sitzende Rückenflosse.

## Verbreitung
Die Haie leben weltweit in gemäßigten bis tropischen Bereichen des Atlantiks, Pazifiks und des Indischen Ozeans, an den Kontinentalabhängen und den Küsten von Inseln auch in größeren Tiefen.

## Lebensweise
Kammzähnerhaie fressen sehr große Beute, wie andere Haie, Rochen, große Knochenfische und Krebstiere. Die Jungtiere schlüpfen noch im Körper des Muttertieres bzw. kurz nach der Eiablage (Ovoviviparie).

## Arten
Es gibt drei Gattungen und fünf Arten:
- Gattung: Heptranchias  Rafinesque, 1810
  - Spitznasen-Siebenkiemerhai (Heptranchias perlo  (Bonnaterre, 1788))
- Gattung: Sechskiemerhaie (Hexanchus  Rafinesque, 1810)
  - Stumpfnasen-Sechskiemerhai (Hexanchus griseus  (Bonnaterre, 1788))
  - Großaugen-Sechskiemerhai (Hexanchus nakamurai  Teng, 1962)
  - Hexanchus vitulus Springer & Waller, 1969[1]
- Gattung: Notorynchus Ayers, 1855
  - Breitnasen-Siebenkiemerhai (Notorynchus cepedianus  (Péron, 1807))